# Sylwester Bartkiewicz
Sylwester Stanisław Bartkiewicz (ur. 1 stycznia 1890 w Nadwórnej, zm. 24 sierpnia 1961 w Londynie) – polski prawnik, urzędnik ministerialny II Rzeczypospolitej, działacz emigracyjny, piłkarz.

## Życiorys
Urodził się 1 stycznia 1890 w Nadwórnej, w rodzinie Antoniego. 
W 1909 zdał egzamin dojrzałości w C. K. II Gimnazjum w Stanisławowie (w jego klasie był m.in. Antoni nŻurakowski). Był współtwórcą i wieloletnim (1908–1911; 1914) zawodnikiem klubu sportowego Rewera Stanisławów. W drugiej dekadzie XX wieku był piłkarzem Pogoni Lwów. Ukończył studia prawa na Wydziale Prawa Uniwersytetu Lwowskiego. Działał na polu niepodległościowym. 
Po zakończeniu I wojny światowej i odzyskaniu przez Polskę niepodległości został przyjęty do Wojska Polskiego. Awansowany na stopień podporucznika piechoty ze starszeństwem z dniem. W 1923, 1924 był oficerem rezerwowym 11 Pułku Piechoty w Tarnowskich Górach. W 1934 jako rezerwy był przydzielony do Oficerskiej Kadry Okręgowej nr V jako oficer reklamowany na 12 miesięcy i pozostawał wówczas w ewidencji Powiatowej Komendy Uzupełnień Katowice. W okresie II Rzeczypospolitej był zaangażowany w pracę na rzecz kolejnictwa. Pracował jako radca prawny w Ministerstwie Kolei i w Ministerstwie Komunikacji.
Podczas II wojny światowej został deportowany przez sowietów wraz z rodziną na obszar Syberii. Po odzyskaniu wolności ewakuował się do Persji. W Teheranie w 1942 został pierwszym prezesem Koła Prawników i był współzałożycielem Koła Lwowian. Po zakończeniu wojny pozostał na emigracji w Wielkiej Brytanii.
Zmarł 24 sierpnia 1961 w Londynie. Był żonaty z Marią, z którą miał córkę Marię (po mężu Zaścińska).

## Ordery i odznaczenia
- Krzyż Walecznych po raz pierwszy za służbę w POW w b. zaborze austriackim i b. okupacji austriackiej[15]

2 kwietnia 1936 Komitet Krzyża i Medalu Niepodległości odrzucił wniosek o nadanie mu tego odznaczenia.